# Europa-Parlamentsvalget 1994
Europa-Parlamentsvalget 1994 var et europæisk valg afholdt på tværs af de 12 EU-medlemslande i juni 1994. Dette valg så fletningen af Det Europæiske Folkeparti og De Europæiske Demokrater , en stigning i det samlede antal pladser (567 medlemmer blev valgt til Europa-Parlamentet) og et fald i den samlede valgdeltagelse til 57%..
Valget blev afholdt i Danmark den 9. juni 1994. Danmark valgte 16 medlemmer til Europa-Parlamentet. 

## Valget i EU
Tekst mangler, hjælp os med at skrive teksten

## Sædefordeling
Antallet af pladser blev ændret for at imødekomme Østrig, Finland og Sverige. De fik hhv. 21,16 og 22 pladser. Det samlede antal af pladser øges fra 518 til 567.

## Eksterne kilder og henvisninger
- VALGET TIL EUROPA-PARLAMENTET DEN 9. JUNI 1994, Indenrigsministeriet (Webside ikke længere tilgængelig).